# Billaea vanemdeni
Billaea vanemdeni är en tvåvingeart som beskrevs av Ronald Gordon Fennah 1959. Billaea vanemdeni ingår i släktet Billaea och familjen parasitflugor.
Artens utbredningsområde är Ghana. Inga underarter finns listade i Catalogue of Life.